# Сошинський Олег Іванович

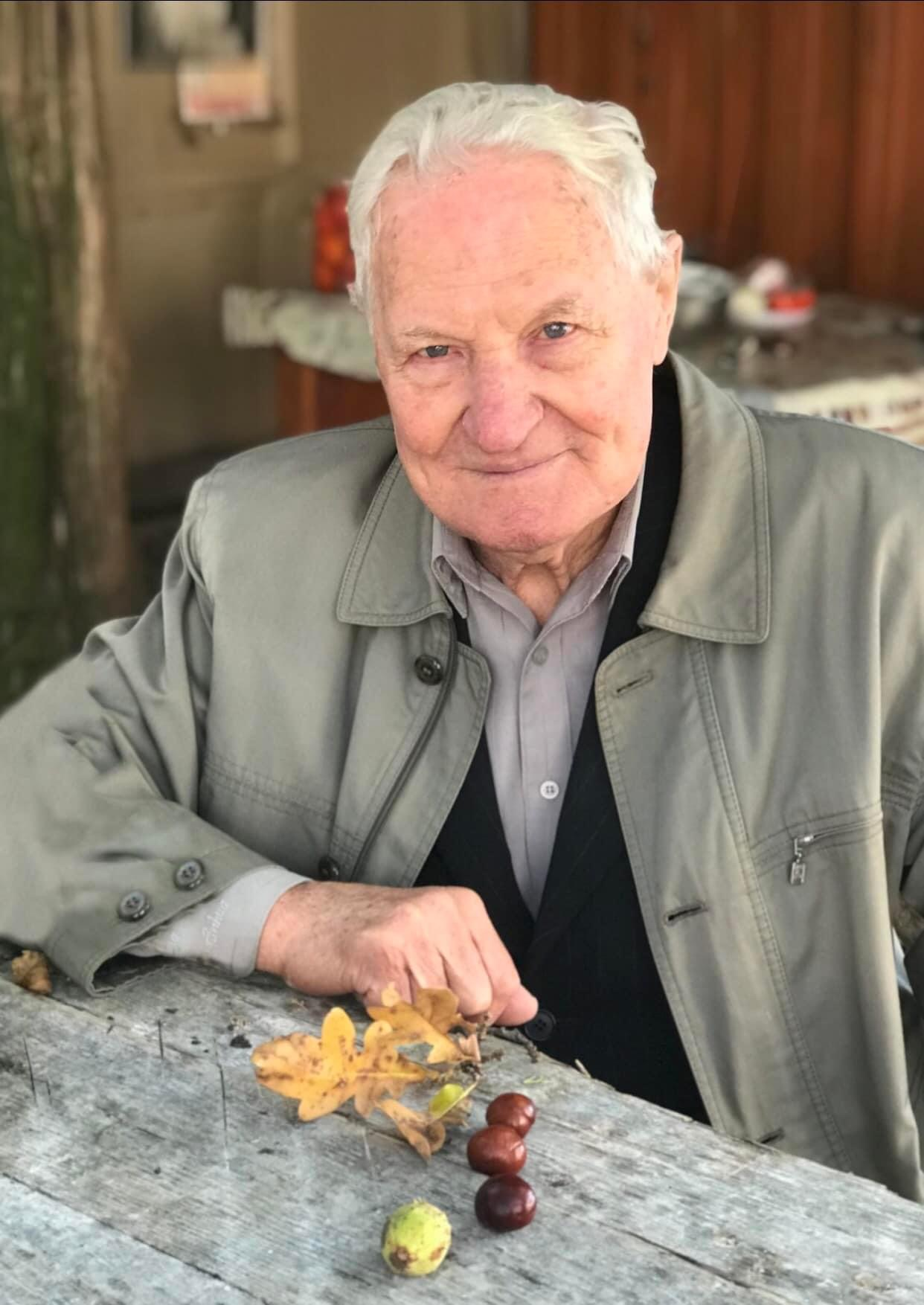
Олег Іванович СОШИНСЬКИЙ

Оле́г Іва́нович Соши́нський — заслужений працівник культури УРСР — 1972, почесний громадянин міста Тальне.

## Короткий життєпис
Народився в учительській родині. Брав участь у боях Другої світової війни, 1945 року закінчив Кривоколінську школу. Здобув вищу освіту, проживає у місті Тальне.
Протягом 1965—1989 років керував відділом культури Тальнівського райвиконкому. 1966 року організував самодіяльну кіностудію «Стожари» при районному будинку культури — згодом удостоєна звання народної, був її режисером до 1991-го. Автор понад 50 кінофільмів з життя Тальнівського району. Учасник народного самодіяльного колективу «Оріяни».